# B. Hosakote, Krishnarajpet
B. Hosakote là một làng thuộc tehsil Krishnarajpet, huyện Mandya, bang Karnataka, Ấn Độ.